# Monts Euganéens
Cet article concerne les collines appelées colli Euganei en italien. Pour les autres significations, voir Colli Euganei.
Pour les articles homonymes, voir Euganéen.

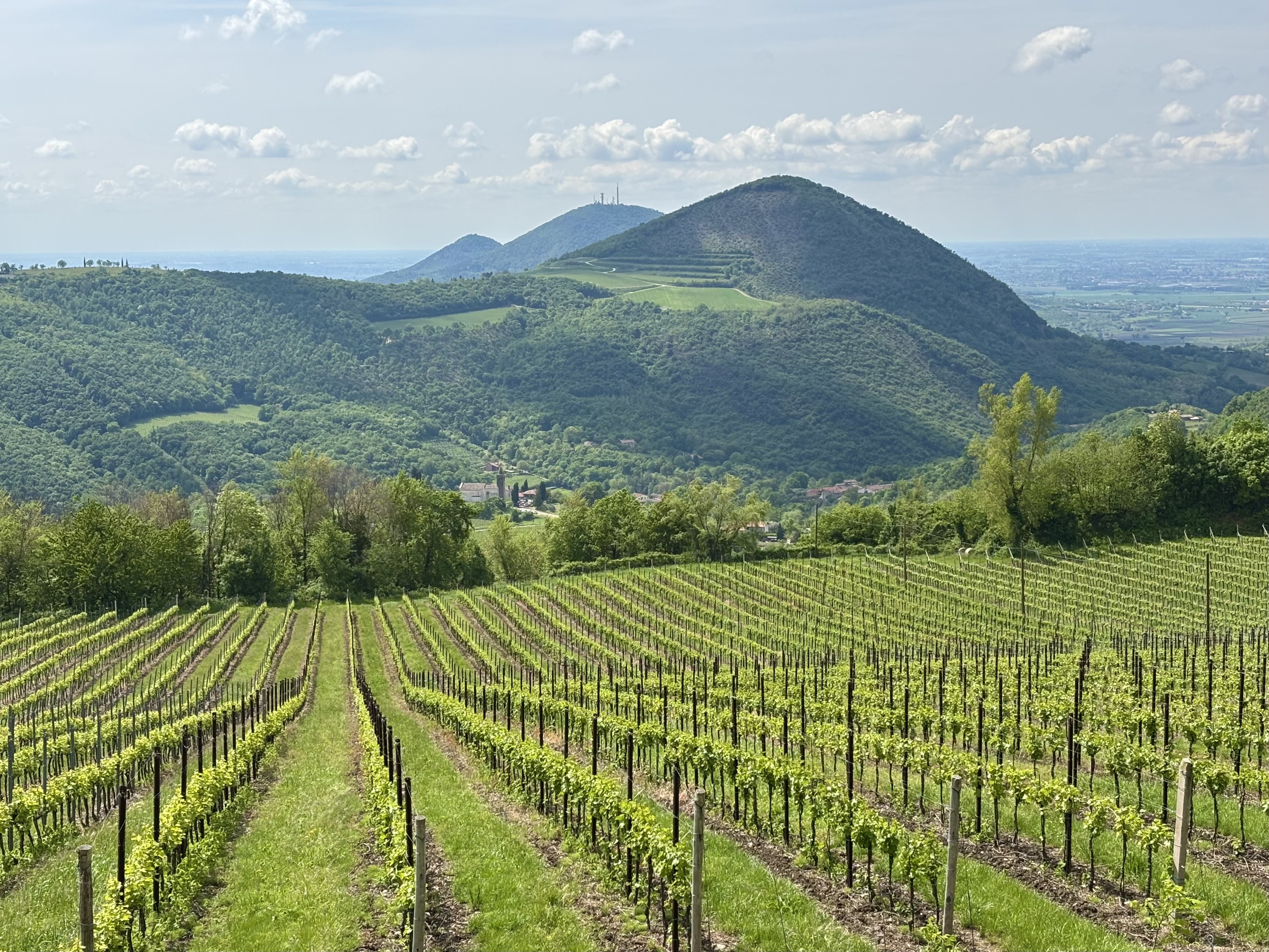
Le mont Rusta vu du mont Roccolo

Les monts Euganéens (colli Euganei) sont un groupe isolé de collines escarpées, situé au sud-ouest de Padoue, dans la province du même nom et la région de Vénétie en Italie.

## Toponymie
Le toponyme  colli Euganei (« collines Euganéennes ») est relativement tardif (entre le XIIIe et le XVIe siècle). Il a été construit sur l'adjectif latin euganeus, qui qualifiait initialement les  Euganei (« Euganéens »), un peuple qui occupait la région avant l'arrivée des Vénètes, et qui a plus tard été utilisé comme terme savant pour « padouan »,.

## Géographie

### Topographie
Ces reliefs émergent à la façon d'un archipel de la plaine de Vénétie, autrement très plate[réf. nécessaire]. Ils couvrent une superficie de 18 700 ha et culminent à 601 m au Monte Venda.
Liste des collines (par ordre alphabétique) :
- Alto (182 m)
- Altore (366 m)
- Arrigon (200 m)
- Baiamonte (486 m)
- delle Basse (158 m)
- Bello (105 m)
- Calbarina (136 m)
- Castello di Calaone (316 m)
- Castellone (207 m)
- del Castello o Cecilia (199 m)
- Cero (409 m)
- Ceva (255 m)
- Cinisella (130 m)
- Cinto (282 m)
- Croce (90 m)
- Faedo (299 m)
- Fasolo (301 m)
- Fiorin
- Frassinelle  (62 m)
- Gallo (385 m)
- Gemola (281 m)
- Grande (474 m)
- delle Grotte (244 m)
- Lispida (94 m)
- Lonzina (234 m)
- Lozzo (324 m)
- della Madonna (523 m)
- Marco (350 m)
- Merlo (101 m)
- Murale (231 m)
- Orbieso (330 m)
- Orsara (362 m)
- Ortone (168 m)
- Peraro (376 m)
- Pendice (304 m)
- Piccolo (316 m)
- Pirio (328 m)
- Ricco  (330 m)
- Rosso (174 m)
- Rua (416 m)
- Rusta (396 m)
- San Daniele (80 m)
- Solone (223 m)
- Spinazzola (115 m)
- Spinefrasse (202 m)
- Staffolo (97 m)
- delle Valli (184 m)
- Venda (601 m) (point culminant)
- Vendevolo (460 m)
- Ventolone (407 m)
- Zago (149 m)

### Géologie
D'origine volcanique, la région est principalement connue pour la zovonite, une variété de porphyre extraite aux environs de Zovon.

## Activités

### Économie
La région est principalement connue pour ses stations thermales (Abano, Montegrotto) et son vignoble Colli Euganei (avec les cépages Marzemino, Raboso piave et Raboso veronese).

### Protection environnementale
Depuis 2024, les monts Euganéens sont reconnus au titre de réserve de biosphère par l'Unesco. Celle-ci, d'une surface de 341 km2, regroupe une population de 111 368 habitants.

## Littérature
C'est dans cette région que le poète Pétrarque a décidé de finir ses jours, dans le petit village d'Arquà Petrarca.
Ces collines sont représentées comme paysage d'arrière-plan des écorchés anatomiques de l'ouvrage De humani corporis fabrica (1543) d'André Vésale. 